# Amalie Arena
El Amalie Arena (anteriormente St. Pete Times Forum, Tampa Bay Times Forum y Ice Palace) es un estadio en Tampa (Florida) que se ha usado para hockey sobre hielo, básquet y partidos de fútbol americano, así como para conciertos.
Es el campo de Tampa Bay Lightning de la Liga Nacional de Hockey desde 1996, y del equipo Tampa Bay Storm de la Arena Football League desde 1997.

## Historia
Las instalaciones, situadas en el distrito de Downtown Tampa’s Channelside, fueron una ubicación alternativa a la elegida después del fracaso de Tampa Coliseum Inc. para conseguir la financiación para construir un estadio en los terrenos de Tampa Sports Authority cerca del Tampa Stadium. Se abrió en 1996 con el nombre de Palacio de Hielo. El primer evento fue una actuación del Royal Hanneford Circus. El primer partido de hockey que se disputó fue Lightning jugando en casa contra los New York Rangers, en el que Lightning ganó 5 a 2.
El estadio fue construido como nueva ubicación para el Lightning después de que el antiguo Expo Hall en el Florida State Fairgrounds se le quedara pequeño. Antes de la apertura del Palacio de Hielo, el Lightning se trasladó a Florida Suncoast Dome, al que se le apodó “Thunderdome”, en San Petersburgo (Florida) y que se asoció al Tampa Bay Storm en 1994. Hasta la finalización del Palacio de Hielo, tanto Lightning como Storm se trasladaron allí. El Thunderdome, ahora llamado, Tropicana Field, es actualmente el campo del Tampa Bay Rays de las Grandes Ligas de Béisbol.
El control sobre las instalaciones ha cambiado de dueño tres veces desde la inauguración del edificio en 1996. El contrato de arrendamiento vincula al estadio con el propietario del equipo Tampa Bay Lightning.
Los derechos sobre la propiedad del nombre del Palacio de Hielo se vendieron al diario St. Petersburg Times, que se publica por la zona de la Bahía de Tampa. Entre otros acontecimientos importantes que tienen lugar ocasionalmente en el Fórum se incluyen conciertos, exhibiciones de la NBA, USF Basketball y partidos del Campeonato de la NCAA, tenis, lucha libre profesional, boxeo, patinaje artístico sobre hielo y rodeos, así como espectáculos de monta de toros americanos en solitario. El Fórum ha acogido un acontecimiento para la gira principal de la asociación PBR (Professional Bull Riders), la Bud Light Cup (que pasó a llamarse Built Ford Tough Series en 2003) que se celebra cada año desde 1998.

## Acontecimientos importantes
El edificio acogió el All-Star de la Liga Nacional de Hockey (NHL) en 1999, el evento Survivor Series 2000 patrocinado por World Wrestling Entertainment, y las primeras y las segundas rondas de 2003 y 2008 del Campeonato de la División I de Baloncesto Masculino de la NCAA. El Fórum organizó 4 de los 7 partidos en la final de la Stanley Cup, cuando el Lightning derrotó al Calgary Flames 4 a 3 para ganar su primera Stanley Cup. El Fórum también albergó la Arena Bowl XII (1998) y la Arena Bowl XVII (2003) y el campeonato de Baloncesto Masculino de la ACC en 2007.
El Fórum acogió en 2008 el Campeonato de la División I de Baloncesto Femenino de la NCAA del 6 al 8 de abril. Tennessee ganó a Stanford, 64-48. En 2009, el Fórum albergó la Southeastern Conference del torneo de Baloncesto Masculino.
En 2010, St. Pete Times Forum albergará el Campeonato de la Final Four de la NCAA de Hockey sobre hielo. Esta será la primera vez que la Final Four tenga lugar fuera del norte de Estados Unidos desde 1999, cuando la Universidad de Alaska Anchorage fue sede del acontecimiento en el Arrowhead Pond de Anaheim (California), ahora conocido como Honda Center. La Final Four se celebrará en la Universidad de Alabama en Huntsville, el equipo de hockey universitario más cercano a Florida. 
WWE Raw y WWE SmackDown han tenido lugar muchas veces en el estadio. WWE celebró el evento de tres horas en el Forum, donde Raw celebró sus 800 episodios el 3 de noviembre de 2008.
WWE volvió al Forum otra vez para la 21 edición de Raw en diciembre. Por primera vez, después de tres años, SmackDown volverá a St. Pete Times Forum el 8 de junio para albergar la edición de 2010.
St. Pete Times Forum fue sede de la Convención Nacional Republicana en 2012.
Debido a las regulaciones y restricciones de movilidad en Estados Unidos con respecto a la pandemia de COVID-19, durante la temporada 2020-21, los partidos como local del equipo canadiense Toronto Raptors se disputarán en este estadio.